# Anchorena (San Luis)
Anchorena es una localidad argentina del departamento Gobernador Dupuy, en el sur de la provincia de San Luis, a la cual se accede a través de la ruta provincial 55.
El clima de esta localidad es agradable, aunque se caracteriza por una diferencia marcada entre los registros máximos y los mínimos. 
Durante mucho tiempo Anchorena, al igual que gran parte del sur provincial, estuvo profundamente desvinculada del resto de la provincia. Su relación más directa era con localidades pampeanas como: General Pico, Realicó, Victorica y Santa Rosa. El esfuerzo del gobierno provincial en construir una red caminera transitable, electrificar el área rural, etcétera, revirtió la fuerte sensación de marginación que sentían los habitantes de esa región.

## Geografía

### Ubicación
La localidad de Anchorena se encuentra aproximadamente a 330 km de San Luis capital y a 250 km de Villa Mercedes.

### Población
Contó con 631 habitantes (Indec, 2010), lo que representó un incremento del 2,7% frente a los 614 habitantes (Indec, 2001) del censo anterior.
Según el censo 2022 la población total de la Comisión municipal fue de 810 personas. En tanto, el número de viviendas registradas fue de 297.
| Gráfica de evolución demográfica de Anchorena entre 1947 y 2022 |
|                                                                 |
| Fuente: Censos nacionales del INDEC                             |

### Clima
De las cuatro masas de aire que determinan el clima de la provincia, dos tienen particular importancia en la extremidad austral: la del sudoeste (Pampeano) y la del sudeste (Sudestada), pero también colaboran en las precipitaciones de la planicie pampeana las masas de aire cálido y húmedo que ingresan desde el noreste, favoreciendo la agricultura en la porción oriental de la región.
Como ambiente con influencia continental, las diferencias térmicas se acentúan hacia la estación invernal, cuando las temperaturas oscilan entre 8 y 6 °C (media mínima de julio), y con mínimas absolutas que llegan a 2 °C o incluso menos, cuando hace sentir su influencia la masa de aire polar, volviéndose extremas al oeste de la región.
En verano las temperaturas medias máximas para enero varían entre 24 y 26 °C. Esto permite establecer una amplitud térmica media de 20 °C, que se agrava considerablemente con temperaturas extremas.
En verano la máxima puede subir hasta los 42,8 °C y en el invierno, que por lo general es frío y bastante prolongado, las temperaturas mínimas absolutas alcanzan los -16,5 °C bajo cero (periodo 2007-2012). En general, se puede decir que la localidad presenta un clima continental seco con una temperatura media anual de 17 °C.

#### Tipo de clima
El clima es templado semiseco de las planicies; la zona posee veranos muy cálidos e inviernos muy fríos.
Las temperaturas medias en verano son de 24°/26° y en invierno de 6°/8 °C.

#### Precipitaciones
Las precipitaciones provienen del anticiclón atlántico y se registran en los meses de verano, por lo cual el balance hídrico tiene un déficit muy marcado. Las medias anuales de lluvia son de 450 a 500 mm.

### Suelo
Anchorena se encuentra en una planicie arenosa con médanos aislados
La región se compone de llanuras con acumulaciones arenosas y médanos aislados, que se ubican en el límite interprovincial con La Pampa, a la cual se extienden.

## Historia

### Origen
El pueblo fue fundado por Ley N.º 14 del 25 de julio de 1902. En aquel año y durante el gobierno de Narciso Gutiérrez, el Dr. Juan Esteban Anchorena y su hermana Josefa Anchorena de Madariaga hacen cesión de cinco mil hectáreas de campo destinadas a la colonización y fundación de un pueblo. Las tareas de demarcación del pueblo estuvieron a cargo del agrimensor Abel Gutiérrez.
Al aceptar el Gobierno de la provincia la donación, dispone en el Artículo N.º 1 de la ley antes citada: "En el partido de Pueyrredón y en las cinco mil hectáreas donadas al Estado por la señora Josefa Anchorena de Madariaga y el Sr. Juan E. Anchorena, créase el pueblo de Anchorena" (Boletín Oficial, 19 de noviembre de 1899).
Probablemente la imposición de ese nombre fue gestionada por los mismos pobladores que ya vivían en el lugar, pues existe la versión de que para elegir el nombre que llevaría la población se constituyeron dos comisiones de damas para elegir por votación entre estos dos nombres: Virgen del Valle y Esteban de Anchorena; obviamente, ganó el último.

### Primer poblador
El primer poblador de Anchorena fue Don José Severo Albornoz, quien tomó posesión de la chacra N.º 12 el 4 de agosto de 1902.

### La escuela
En 1904 el pueblo ya pertenece al recientemente creado Partido de Pueyrredón (1899), y en ese año daría a luz una institución fundamental para la vida de las subsiguientes generaciones, la Escuela Nacional N.º 74. De acuerdo a los datos que obran en la biblioteca privada de Edmundo Tello Cornejo, la primera escuela comenzó a funcionar en 1903 y su maestro fue José Severo Albornoz.

## Capilla Nuestra Señora del Valle
Primitivamente había un oratorio en casa de Don Santos Olarte, y estaba bajo la advocación de Nuestra Señora del Valle. La actual capilla tuvo la bendición de la piedra fundamental por el obispo diocesano, monseñor Carlos M. Cafferata. Anchorena fue visitada por el obispo monseñor Laise en 1974, 1975, el 5 de junio de 1980, el 16 de mayo de 1982 y en 1987.
La casa parroquial se construyó en 1982.

## El escudo
El escudo de la localidad surgió de un concurso del que participaron habitantes del pueblo, incluido alumnos de la escuela primaria.
Resultó seleccionado el trabajo elaborado por Sonia Estephanie Estose, Daniela Alicia Flores, Melina Liz Bolaño y Carla Lavin, alumnos de 5° año del hogar N.º 10.
Las características del escudo son
- -Fondo: blanco y celeste por los colores de la Bandera Argentina.
- -Laureles: por la gloria.
- -Estrellas: cada una simboliza 50 años de esplendor.
- -El caldén: exalta la flora de la zona, siendo el sostén económico de la familia
- -El Sol: ilumina la Patria que necesita renacer.

## Infraestructura
La localidad posee un edificio municipal.
De las cuadras existentes, 90% son de tierra y el 10% restante de asfalto.
El número de viviendas es de 187 y el parque automotor de 5 vehículos.
Posee establecimientos educacionales estatales, según detalle:
- Escuela Hogar N.º 10 - “Neuquén” con Nivel Inicial (31 alumnos),  EGB 1 y 2 (121 alumnos) y EGB 3 (43 alumnos)
Dependencias o servicios existentes:
Posee dependencia policial, correo oficial y estafeta postal, registro civil y cementerio.
Además, cuenta con agua potable y luz eléctrica. También tiene un centro de salud con ambulancia, televisión por sistema satelital, antena y señal de cable, servicio de Internet Wi-Fi gratuito, telefonía por red local y celular. Cuenta además con transporte de media y larga distancia.

## Economía
En la región, si bien el predominio de la ganadería es de carácter incontrastable, las hectáreas dedicadas a cultivos han ido creciendo año a año, en particular la irrupción masiva del girasol, que va cambiando la fisonomía y el paisaje de esta región. Se debe también apuntar la histórica exportación del caldén y el aumento de la ganadería mayor, mientras que el ovino se halla en retroceso.
Uno de los factores de principal desarrollo fue la total pavimentación de la ruta provincial N.º 3, la N.º 47 y el tramo de la N.º 55 desde Nueva Galia hasta Arizona, que terminó de conectar el sur provincial. El 11 de junio de 2009 comenzaron los trabajos para convertir en autovía el tramo de 256 km entre Villa Mercedes y Arizona, cerca del límite con la provincia de La Pampa. El 19 de marzo de 2011 las autoridades provinciales inauguraron la obra, que tuvo un costo de 512 millones de pesos y fue bautizada con el nombre de Autopista por la Paz del Mundo.

## Turismo
Al arribar a la localidad de Anchorena y tras atravesar el arco de entrada, la calle que conduce al interior de la localidad se halla enmarcada por una frondosa arboleda. La ruta provincial N.º 55 es el camino mediante el cual se accede al poblado y a través del que se comunica con otros destinos.